# Croce di Carlo per la truppa
La croce di Carlo per la truppa fu una medaglia di benemerenza creata nell'ambito dell'Impero austriaco. Venne istituita il 13 dicembre 1916 dall'imperatore Carlo I d'Austria e venne concessa a tutti coloro che avessero trascorso perlomeno 12 settimane di servizio al fronte, con la partecipazione almeno ad una battaglia.

## Insegne
La medaglia aveva la forma di una croce patente ed era realizzata in zinco, mentre le braccia della croce erano unite da una corona d'alloro. Nel braccio superiore della croce si leggeva la parola "GRATI", nelle due mediane "PRINCEPS ET PATRIA" ed in quella sottostante CAROLVS IMP.ET REX. Sul retro, nel braccio superiore della croce si trovava la corona imperiale Austriaca e quella ungherese, tra le quali si trovava la lettera "C" per Carlo. Al centro, si trovava la scritta "VITAM ET SANGVINEM" (vita e sangue) e nel braccio sottostante si trovava la data in numeri romani MDCCCCXVI corrispondente all'anno d'istituzione della medaglia.
Il nastro era rosso con una banda per parte a strisce orizzontali bianche e rosse.
La medaglia venne coniata in tutto in 651.000 esemplari.